# Subaru Justy

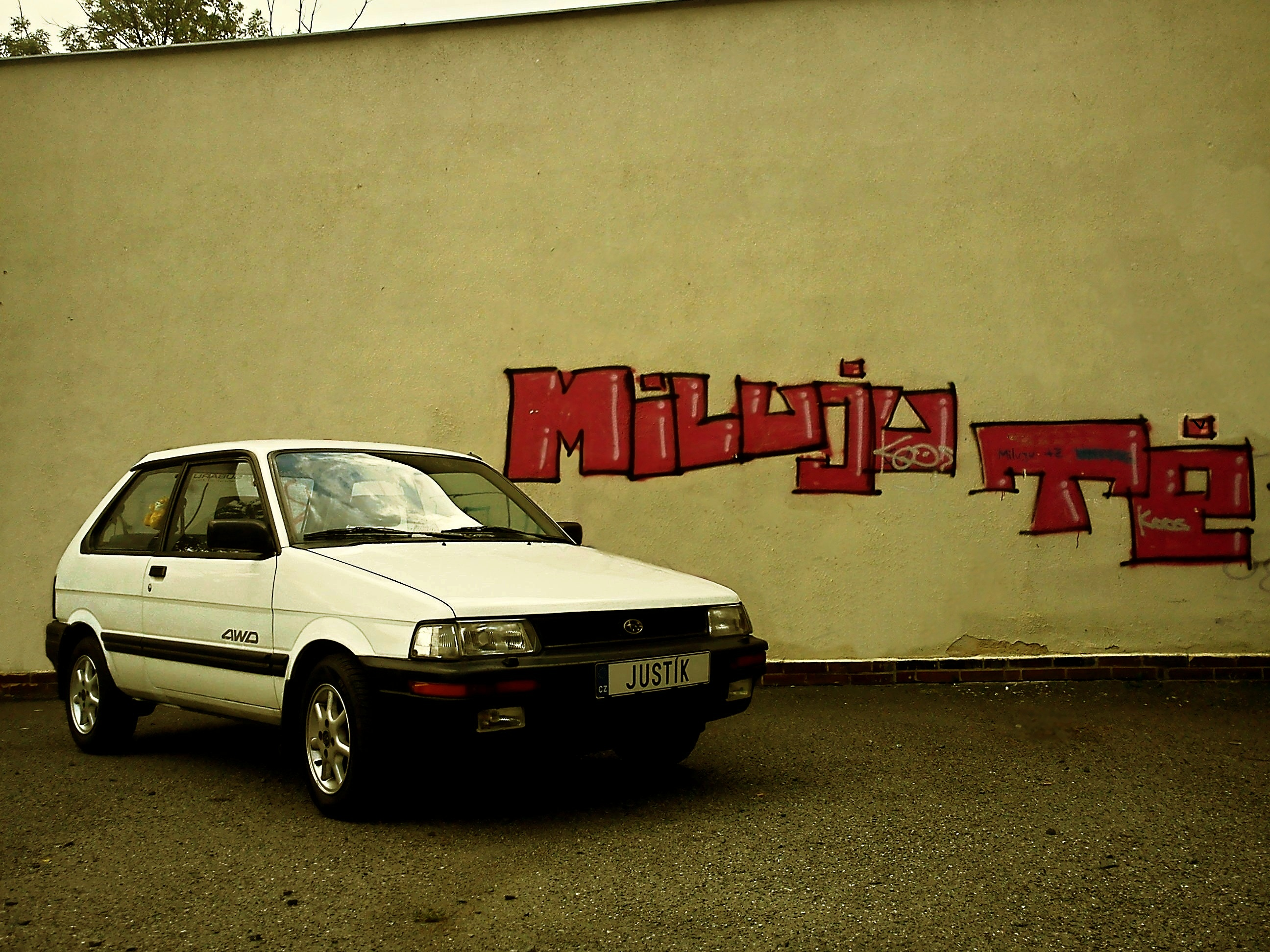
Justy KAD faceliftovaná verze.

Subaru Justy byl automobil vyráběný automobilkou Subaru v letech 1984 – 2011. Celkem na trh byly uvedeny čtyři generace a to s označením I KAD, II JMA/MS, III G3X MHY a IV M300F. Až na poslední generaci (M300F) byl Justy vybaven pohonem všech kol. První generace, uvedená na trh v roce 1984, byla první a zároveň jediná, která byla vývojově zcela v režii Subaru. V roce 1989 prošla první generace faceliftem, kdy byla výrazně změněna přední část vozu. Pohon všech kol (4WD) se přidával pohodlně tlačítkem na řadicí páce. Při faceliftu v roce 1989 se Subaru snažilo modernizovat motorové jednotky, aby byly šetrnější k životnímu prostředí. Příkladem můžeme uvést motorovou jednotku s označením EF12, která je vybavena řízeným katalyzátorem a splňuje normu EURO 1. Vozidlo se nabízelo jako tří nebo pětidveřový hatchback. Druhá generace vycházela kompletně ze Suzuki Swift, spolupráci se Suzuki Subaru využilo i při uvedení třetí generace. Tentokrát s použitím základu ze Ignis. Tento vůz na českém trhu neměl velký úspěch. Zákazníci neměli zájem o dražší, identický vůz jako Suzuki Ignis. Model Justy G3X byl vyráběn Maďarsku. Málo zákazníků si bylo ochotno připlatit přibližně padesát tisíc korun českých za fakt, že je to Subaru. Poslední generace vycházela z vozu Daihatsu Sirion. Vozy se lišily pouze předním nárazníkem a maskou. Toto byl první Justy bez pohonu všech kol a to překvapivě, protože Daihatsu Sirion se na domácích trzích prodávalo s pohonem všech kol, přenášený přes viskózní spojku. Údajně mělo za cíl snížit průměrnou produkci emisí vozu Subaru, ovšem český importér zpočátku nevylučoval dovoz této verze v budoucnu. V roce 2011 byla produkce vozu ukončena bez nástupce. Za pomyslného nástupce můžeme považovat Subaru Trezia.

## Generace Subaru Justy
- Justy I Typ KAD (1984–1995)
- Justy II Typ JMA, MS (1995–2003; na základě Suzuki Swift)
- Justy III Typ MHY (2003–2007; na základě Suzuki Ignis)
- Justy IV Typ M300F (2007–2011; na základě Daihatsu Sirion)

### Justy KAD
První generace Subaru Justy vycházela z Subaru Rex, ale oproti němu byl Justy delší a širší. Ve spolupráci s tchajwanskou společností byl výhradně pro místní trh postaven sedan Subaru Tutto, který vycházel ze Subaru Justy. V roce 1987 byl Justy na přání dodáván s automatickou převodovkou EVCT. V roce 1989 byl Justy oceněn Německým dopravním klubem (VCD) jako automobil nejšetřnější k životnímu prostředí.

### Justy JMA, MS
Na podzim roku 1995 byla první generace KAD nahrazena zcela novým Subaru Justy II. Automobil prošel již po dvou letech první modernizací. Na bázi Subaru Justy/Suzuki Swift vzniklo i mnoho dalších automobilů (Geo Metro ,Pontiac Firefly, Chevrolet Sprint a Holden Barina) proto je tento automobil považován za vzor. Byl vyráběn do roku 2003.

### Justy MHY
Třetí generace Subaru Justy je naprosto (i po technické stránce) totožná s Suzuki Ignis. Subaru Justy se tak nyní posunul z řady malých aut do řady SUV.

### Justy M300F
Čtvrtá generace se představila na autosalonu ve Frankfurtu v roce 2007. Justy byl nabízen ve výbavách Trend a Active. Ve Švýcarsku byla nabízená speciální verze s pohonem všech kol. Justy se opět přesunul do segmentu malých aut.